# Jevno Azef

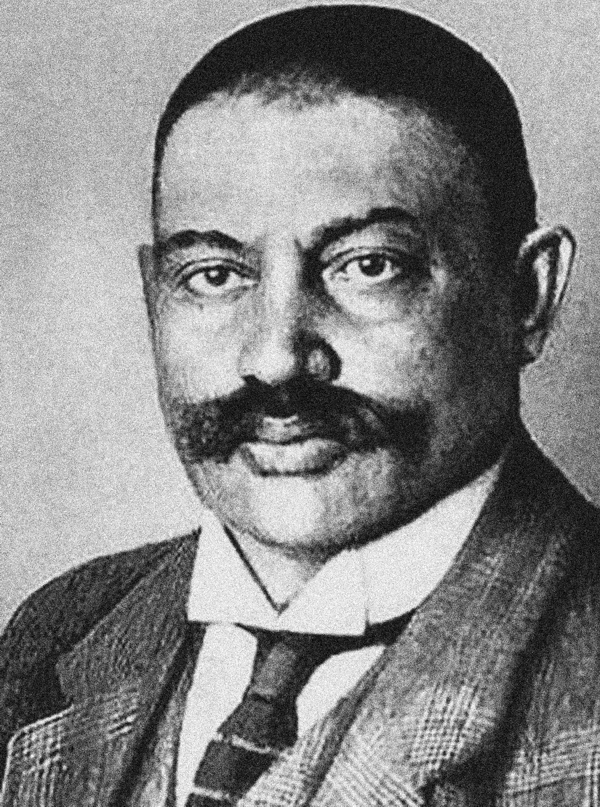
Jevno Azef

Jevno Fisjelevitj (Jevgenij Filippovitj) Azef (ryska: Е́вно Фи́шелевич (Евге́ний Фили́ппович) А́зеф), född 1869 i Lyskovo, död 1918 i Berlin, var en rysk revolutionär och dubbelagent.
Azef var född i en fattig judisk familj. Redan som student vid Karlsruhes Polytechnikum (varifrån han utgått såsom diplomingenjör) började han sin tjänst i ryska hemliga polisen. 1899 började han samtidigt att energiskt medarbeta i social-revolutionärernas parti. 1903 blåste Azef nytt liv i detta partis terrororganisation, inom vilken han åtnjöt en självhärskares auktoritet, och började nu ett synnerligen listigt och lömskt dubbelspel, i det han än förrådde sitt partis verksamhet för hemliga polisen – så till exempel terroristorganisationen 1903, upprorsplanen i Sankt Petersburg 1905, attentatet mot tsaren 1907 med flera – än planerade och personligen deltog i terroristhandlingar som mordet på ministern Vjatjeslav von Plehves 1904, mordet på storfurst Sergej Alexandrovitj 1905 med flera. Azef var i sina djärva planer ovanligt förutseende, även beträffande de minsta detaljer, i deras utförande tålmodig och försiktig och fordrade ett exakt och noggrant uppfyllande av alla konspirationsregler. De egenskaparna gjorde det möjligt för honom att under lång tid samtidigt bana sig två karriärer, dels som medlem av hemliga polisen, dels som framstående revolutionär. 1907 började Azef för att motarbeta uppkomna rykten om opålitlighet planera ett mord på Nikolaj II, men avslöjades redan 1908 av den välkända revolutionären och publicisten Vladimir Burtsev. Social-revolutionärernas parti dömde nu Azef till döden, men han lyckades försvinna och levde från 1910 under antaget namn i Berlin, en tid hade han tillsammans med sin hustru en korsettateljé. Under världskriget arresterades Azef i egenskap av rysk undersåte av de tyska myndigheterna.